# Diane Warren
Diane Eve Warren, född 7 september 1956 i Van Nuys, Kalifornien, är en av världens mest framgångsrika nu levande kompositörer och textförfattare inom populärmusik. Hon har nominerats till Oscar i kategorin "Bästa originallåt" 16 gånger 1988–2025. Hon har vunnit en Grammy och nominerats ytterligare sex gånger. Warren skrev Storbritanniens bidrag till Eurovision 2009 tillsammans med Andrew Lloyd Webber. År 2020 tilldelades hon Polarpriset. Prissumman är  på en miljon kronor.
Hon växte upp i San Fernando Valley norr om Los Angeles.

## Urval av sånger Warren har skrivit

### Framförande artist inom parentes
- "Blame It On the Rain" (Milli Vanilli)
- "Can't Fight the Moonlight" (LeAnn Rimes, från filmen Coyote Ugly)
- "Have You Ever?" (Brandy)
- "Don't Turn Around" (bland andra Tina Turner och Ace of Base)
- "I Don't Want to Miss a Thing" (Aerosmith, från filmen Armageddon, Oscarsnominerad)
- "If I Could Turn Back Time" (Cher)
- "Look Away" (Chicago)
- "Nothing's Gonna Stop Us Now" (Starship)
- "Un-Break My Heart" (Toni Braxton)
- "When I See You Smile" (Bad English)
- "I'd Lie for You (and That's the Truth)" (Meat Loaf)
- "There You'll Be" (Faith Hill, från filmen Pearl Harbor, Oscarsnominerad)
- "Because You Loved Me" (Céline Dion, från filmen Up Close & Personal, Grammyvinnare, Oscarsnominerad)
- "Solitaire" (Laura Branigan)
- "How Do I Live" (Trisha Yearwood), från filmen Con Air, Oscarsnominerad; även med LeAnn Rimes)
- "Spanish Guitar" (Toni Braxton)
- "Only love can hurt like this" (Paloma Faith)